# Mount Vernon (Texas)
Mount Vernon is een plaats (town) in de Amerikaanse staat Texas, en valt bestuurlijk gezien onder Franklin County.

## Demografie
Bij de volkstelling in 2000 werd het aantal inwoners vastgesteld op 2286.
In 2006 is het aantal inwoners door het United States Census Bureau geschat op 2633, een stijging van 347 (15,2%).

## Geografie
Volgens het United States Census Bureau beslaat de plaats een oppervlakte van
9,6 km², geheel bestaande uit land. Mount Vernon ligt op ongeveer 150 m boven zeeniveau.

## Plaatsen in de nabije omgeving
De onderstaande figuur toont nabijgelegen plaatsen in een straal van 24 km rond Mount Vernon.